# Paul Henri Thiry d'Holbach
Paul Henri Thiry, Baró d'Holbach, (Heidesheim, Renània, 8 de desembre de 1723 – París, 21 de gener de 1789) va ser un químic i filòsof materialista francès d'origen alemany. Es va educar a Leiden i la major part de la seva vida la va viure a París. Segons el seu pensament, la matèria és eterna i base determinant de qualsevol fenomen; la llibertat és una il·lusió, la religió una conseqüència de la ignorància explotada pel despotisme. Aquestes cites seves exposaven clarament que considerava totes les doctrines religioses com a instruments de l'absolutisme i, per tant, era enemic de totes. Va ser un dels col·laboradors de l'Encyclopédie, una de les màximes expressions de la Il·lustració, en la qual va col·laborar amb conceptes com química, metal·lúrgia o geologia.

## Infància i joventut

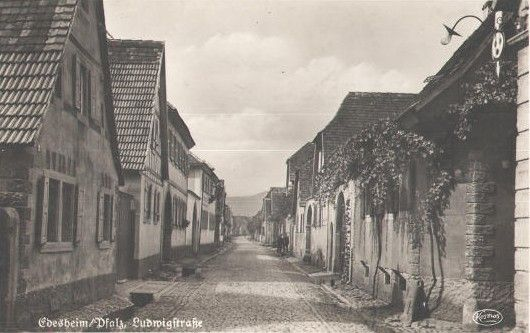
Edesheim, lloc de naixement de Paul Henri Thiry d'Holbach, fotografia de 1940

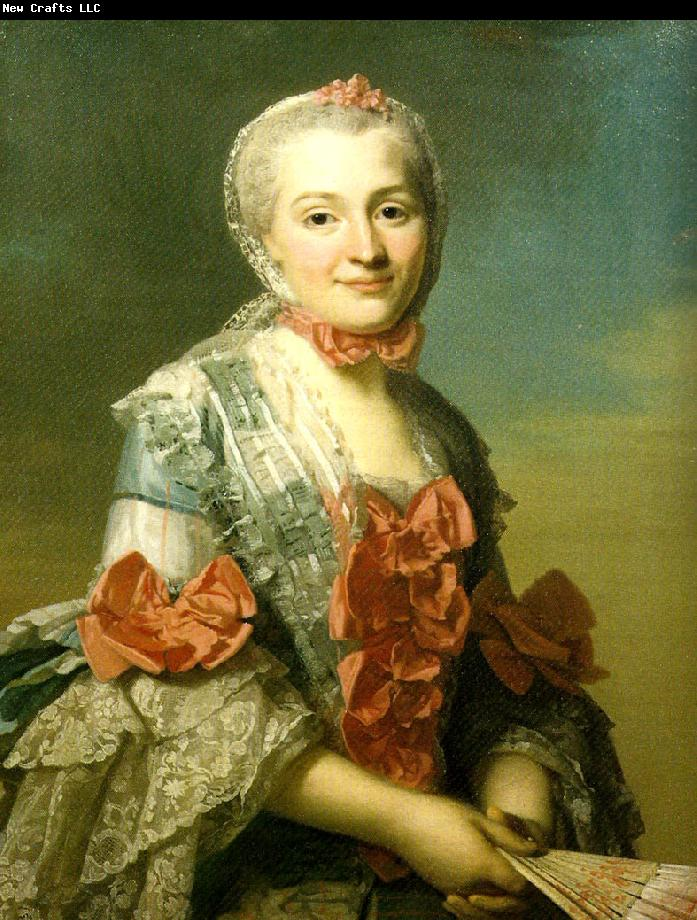
Retrat de M^{me.} Charlotte Suzanne d'Holbach, la seva segona dona. Pintura d'Alexander Roslin (1718-1793)

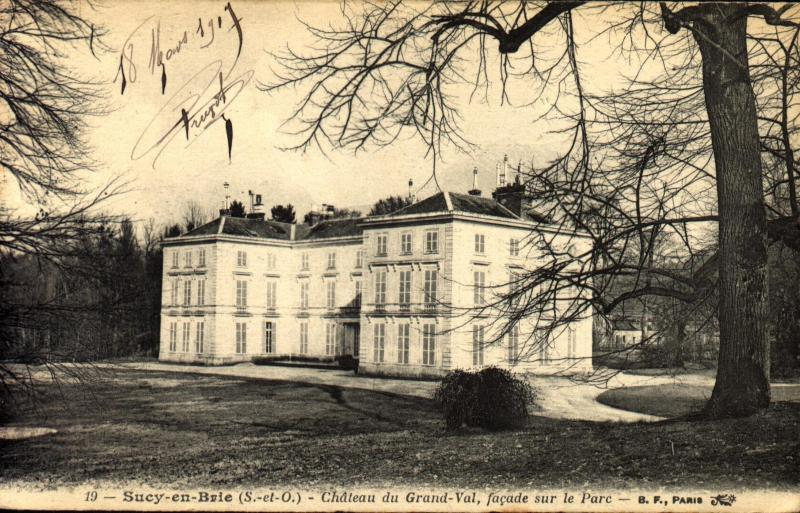
Castell de Grand-Val; vist des del parc

D'Holbach, fill d'un acomodat viticultor del Palatinat, va ser adoptat quan tot just tenia cinc anys per un oncle seu que acabava d'adquirir en aquell moment un títol de noblesa, el baró Franz Adam D'Holbach. Gràcies a això, va poder educar-se en les millors escoles del moment, i es matriculà en la Universitat de Leiden (Països Baixos) el 1744, en la qual romandrà fins a finals de 1748, moment en què posa rumb a París. A l'any següent, es casa amb la seva cosina segona Basiele-Geneviève d'Aine, amb la qual passa a viure al seu pis del carrer Royale Saint-Roch, prop del palau del Louvre, on començaran a prendre forma les reunions setmanals (els dijous i diumenges) que donaran fama a d'Holbach.

## Maduresa
Va ser un dels col·laboradors de l'Encyclopédie ou Dictionnaire raisonné des sciences, des arts et des métiers, abreujada com a l'Encyclopédie (Enciclopèdia), en la qual va prendre part amb conceptes de química, metal·lúrgia i geologia. Era partidari de la Il·lustració i amic de diversos altres filòsofs, entre els quals es trobaven Jean-Jacques Rousseau, el baró von Grimm o Buffon. Aquests es reunien a casa per menjar dues vegades per setmana en l'anomenada La coterie holbachique ('El salonet d'Holbach'), reunions de saló a casa d'Holbach presidides per Diderot, a les quals també s'unien els estrangers famosos que passaran per la ciutat, com Adam Smith o David Hume, que van contribuir a generar el brou de cultiu intel·lectual en què es va forjar la Revolució francesa.
Després de morir la seva esposa durant un part, el 1754, emprèn un viatge per diferents llocs d'Europa amb el baró von Grimm; i a la tornada es casa amb una germanastra de la seva dona, Charlotte-Susanne d'Ainne.

## Pensament filosòfic
Segons ell, la matèria és eterna i base determinant de qualsevol fenomen. La llibertat és una il·lusió, la religió una conseqüència de la ignorància explotada pel despotisme. Aquestes cites seves exposaven clarament que considerava totes les doctrines religioses com a instruments de l'absolutisme i, per tant, n'era enemic de totes.
Diu que la matèria conté moviment i fins capacitat de pensament. Creu que l'ésser humà és només un ésser natural i, per tant, físic, que està sotmès a les mateixes lleis materials que la resta de l'univers. També creu que una voluntat lliure no pot ser admesa en aquest univers que es regeix per la necessitat; que la sensibilitat és característica només d'"una matèria, especialment" (l'animal) i que l'ànima, com a principi vital immaterial, no existeix.

## Publicacions
El 1761, va publicar, amb el pseudònim de Senyor Boulanger, en homenatge al seu difunt amic Nicolas Antoine Bolunger, el llibre El cristianisme desemmascarat o Examen dels principis i dels efectes de la religió cristiana (1767).
També escrigué Système de la nature (Sistema de la natura) (1770) i La moral universal (1776), tot i que molts dels seus primers escrits filosòfics havien estat publicats anònimament o bé fora del país. La seva opera prima va ser Système de la nature, que va ser publicada sota el pseudònim de Jean-Baptiste de Mirabaud i inclosa en l'Índex de llibres prohibits. En aquesta, es mostra com un materialista radical, ateu decidit, poc original i, no obstant això, molt influït per filòsofs innovadors com Hobbes, John Locke, Condillac i Julien Offray de la Mettrie.

### Obra publicada
- Le christianisme dévoilé, ou Examen des principes et des effets de la religion chrétienne, Nancy, 1761
- La Contagion sacrée, ou Histoire naturelle de la superstition, 1768
- Lettres à Eugénie, ou Préservatif contre les préjugés, 1768
- Théologie Portative, ou Dictionnaire abrégé de la religion chrétienne, 1768
- Essai sur les préjugés, ou De l'influence des opinions sur les mœurs & le bonheur des hommes, 1770
- Système de la nature, ou Des loix du monde physique et du monde moral, 1770
- Histoire critique de Jésus-Christ, ou Analyse raisonnée des évangiles, 1770
- Tableau des Saints, ou Examen de l'esprit, de la conduite, des maximes & du mérite des personnages que le christiannisme révère & propose pour modèles, 1770
- Le Bon Sens, 1772
- Politique Naturelle, ou Discours sur les vrais principes du Gouvernement, 1773
- Système Social, ou Principes naturels de la morale et de la Politique, avec un examen de l'influence du gouvernement sur les mœurs, 1773
- Ethocratie, ou Le gouvernement fondé sur la morale (Amsterdam, 1776)
- La Morale Universelle, ou Les devoirs de l'homme fondés sur la Nature, 1776[2]
- Eléments de morale universelle, ou Catéchisme de la Nature, 1790
- Lettre à une dame d'un certain âge